# Onthophagus purpurascens
Onthophagus purpurascens là một loài bọ cánh cứng trong họ Bọ hung (Scarabaeidae).